# 조요역
조요역(일본어: 城陽駅, じょうようえき)은 일본 교토부 조요시에 있는 서일본 여객철도의 철도역이다.

## 역 구조
상대식 승강장으로 2면 2선 형태의 교상역이다. 우지 역 관할권에 있으며 역 업무는 JR 서일본 교통 서비스가 대신 하고 있다. 이코카 및 제휴 교통카드의 사용이 가능하다.

### 승강장
| 1 | ■ 나라 선 | 우지 · 교토 방면 |
| 2 | ■ 나라 선 | 기즈 · 나라 방면 |

## 역세권 정보
- 긴테쓰 교토 선 데라다역 - 도보 15분 거리에 있다.

## 역사
- 1958년 7월 11일 - 일본국유철도 나라 선 신덴 역 ~ 나가이케 역 사이에 개업했다.
- 1987년 4월 1일 - 민영화에 따라 서일본 여객철도의 소속이 되었다.
- 2003년 11월 1일 - 이코카의 사용이 개시되었다.

## 인접역
| 서일본 여객철도 | 서일본 여객철도         | 서일본 여객철도    |
| --------------- | ----------------------- | ------------------ |
| 우지 교토 방면  | ■ 나라 선 미야코지 쾌속 | 다마미즈 나라 방면 |
| 신덴 교토 방면  | ■ 나라 선 쾌속          | 다마미즈 나라 방면 |
| 신덴 교토 방면  | ■ 나라 선 구간쾌속·보통 | 나가이케 나라 방면 |